# Franko Škugor
Franko Škugor (* 20. září 1987 Šibenik) je chorvatský profesionální tenista. Ve své dosavadní kariéře na okruhu ATP Tour vyhrál šest turnajů ve čtyřhře včetně Monte-Carlo Masters 2019. Na challengerech ATP a okruhu ITF získal do července 2017 sedm titulů ve dvouhře a čtrnáct ve čtyřhře.
Na žebříčku ATP byl ve dvouhře nejvýše klasifikován v dubnu 2016 na 145. místě a ve čtyřhře pak v dubnu 2019 na 17. místě. Trénuje ho Alan Marić.
V chorvatském daviscupovém týmu debutoval v roce 2015 prvním kolem světové skupiny proti Srbsku, v němž prohrál čtyřhru po boku Marina Draganji i závěrečnou dvouhru s Filipem Krajinovićem. Srbové zvítězili 5:0 na zápasy. V roce 2016 se stal členem týmu, jež prohrálo světové finále s Argentinou 2:3 na zápasy. Do září 2017 v soutěži nastoupil ke čtyřem mezistátním utkáním s bilancí 1–2 ve dvouhře a 2–1 ve čtyřhře.

## Tenisová kariéra
V rámci hlavních soutěží challengerů ATP debutoval v červnu 2004, když na turnaj v italské Reggii Emilii obdržel divokou kartu. V úvodním kole podlehl Argentinci Nicolasi Toderovi. Premiérový singlový titul v této úrovni si odvezl ze srpnového Beijing International Challenger 2010, konaného v Pekingu poté, co ve finále zdolal Francouze Laurenta Recouderca ve třech setech.
V kvalifikaci dvouhry okruhu ATP World Tour debutoval na červencovém ATP Vegeta Croatia Open 2005 v Umagu, kde jej v úvodním duelu zdolal Španěl Albert Portas. Hlavní soutěž dvouhry si poprvé zahrál po obdržení divoké karty na únorovém PBZ Zagreb Indoors 2008, kde jej v otevíracím duelu vyřadil Rakušan Stefan Koubek. Na bastadském Catella Swedish Open 2010 se premiérově probojoval do čtvrtfinále, v němž jej zastavil pozdější španělský vítěz turnaje a čtvrtý nasazený Nicolás Almagro.
Do premiérového finále na okruhu ATP Tour postoupil na ATP Vegeta Croatia Open Umag 2014, když ve finále čtyřhry s Dušanem Lajovićem nestačili na českou dvojici František Čermák a Lukáš Rosol ve dvou setech.
Debut v hlavní soutěži nejvyšší grandslamové kategorie zaznamenal v mužském singlu Wimbledonu 2016 po zvládnuté tříkolové kvalifikaci, v níž na jeho raketě zůstali Srb Peđa Krstin, Španěl Daniel Muñoz de la Nava a Rakušan Gerald Melzer. V úvodním kole však skončil na raketě dvacátého šestého nasazeného Francouze Benoîta Paireho až po pětisetové bitvě, když o postupujícím rozhodl závěrečný set poměrem her 10–8.

## Finále na okruhu ATP Tour
| Legenda (před/od 2009)        |
| D – dvouhra; Č – čtyřhra      |
| Grand Slam (0–0)              |
| Turnaj mistrů (0–0)           |
| ATP Tour Masters 1000 (1–0 Č) |
| ATP Tour 500 (1–1 Č)          |
| ATP Tour 250 (4–2 Č)          |

### Čtyřhra: 9 (6–3)
| Stav      | č. | datum             | turnaj               | povrch    | spoluhráč         | soupeři ve finále                    | výsledek                   |
| --------- | -- | ----------------- | -------------------- | --------- | ----------------- | ------------------------------------ | -------------------------- |
| Finalista | 1. | 27. července 2014 | Umag, Chorvatsko     | antuka    | Dušan Lajović     | František Čermák Lukáš Rosol         | 4–6, 6–7(5–7)              |
| Finalista | 2. | 30. července 2017 | Gstaad, Švýcarsko    | antuka    | Jonathan Eysseric | Oliver Marach Philipp Oswald         | 3–6, 6–4, [8–10]           |
| Vítěz     | 1. | 29. dubna 2018    | Budapešť, Maďarsko   | antuka    | Dominic Inglot    | Matwé Middelkoop Andrés Molteni      | 6–7(8–10), 6–1, [10–8]     |
| Vítěz     | 2. | 16. června 2018   | Rosmalen, Nizozemsko | tráva     | Dominic Inglot    | Raven Klaasen Michael Venus          | 7–6(7–3), 7–5              |
| Vítěz     | 3. | 28. října 2018    | Basilej, Švýcarsko   | tvrdý (h) | Dominic Inglot    | Alexander Zverev Mischa Zverev       | 6–2, 7–5                   |
| Vítěz     | 4. | 13. dubna 2019    | Marakéš, Maroko      | antuka    | Jürgen Melzer     | Matwé Middelkoop Frederik Nielsen    | 6–4, 7–6(8–6)              |
| Vítěz     | 5. | 21. dubna 2019    | Monte-Carlo, Monako  | antuka    | Nikola Mektić     | Robin Haase Wesley Koolhof           | 6–7(3–7), 7–6(7–3), [11–9] |
| Finalista | 3. | 6. října 2019     | Tokio, Japonsko      | tvrdý     | Nikola Mektić     | Nicolas Mahut Édouard Roger-Vasselin | 6–7(7–9), 4–6              |
| Vítěz     | 6. | 13. září 2020     | Kitzbühel, Rakousko  | antuka    | Austin Krajicek   | Marcel Granollers Horacio Zeballos   | 7–6(7–5), 7–5              |

## Tituly na challengerech ATP
| Legenda                 |
| ----------------------- |
| Challengery (2 D; 10 Č) |

### Dvouhra (2)
| č. | datum          | turnaj       | povrch | poražený finalista  | výsledek      |
| -- | -------------- | ------------ | ------ | ------------------- | ------------- |
| 1. | 8. srpna 2010  | Peking, ČLR  | tvrdý  | Laurent Recouderc   | 4–6, 6–4, 6–3 |
| 2. | 3. května 2015 | An-ning, ČLR | antuka | Gavin Van Peperzeel | 7–5, 6–2      |

### Čtyřhra (10)
| č.  | datum           | turnaj                    | povrch      | spoluhráč           | poražení finalisté                   | výsledek              |
| --- | --------------- | ------------------------- | ----------- | ------------------- | ------------------------------------ | --------------------- |
| 1.  | 26. ledna 2013  | Bucaramanga, Kolumbie     | antuka      | Marcelo Demoliner   | Sergio Galdós Marco Trungelliti      | 7–6(10–8), 6–2        |
| 2.  | 8. června 2013  | Arad, Rumunsko            | antuka      | Antonio Veić        | Facundo Bagnis Júlio César Campozano | 7–6(7–5), 4–6, [11–9] |
| 3.  | 17. srpna 2013  | Cordenons, Itálie         | antuka      | Marin Draganja      | Norbert Gombos Roman Jebavý          | 6–4, 6–4              |
| 4.  | 7. června 2014  | Arad, Rumunsko (2)        | antuka      | Antonio Veić        | Radu Albot Artem Sitak               | 6–4, 7–6(7–3)         |
| 5.  | 28. června 2014 | Marburg, Německo          | antuka      | Jaroslav Pospíšil   | Diego Schwartzman Horacio Zeballos   | 6–4, 6–4              |
| 6.  | 13. srpna 2016  | Gatineau, Kanada          | tvrdý       | Tristan Lamasine    | Jarryd Chaplin John-Patrick Smith    | 6–3, 6–1              |
| 7.  | 2. října 2016   | Orléans, Francie          | tvrdý       | Nikola Mektić       | Ariel Behar Andrej Vasilevskij       | 6–2, 7–5              |
| 8.  | 9. dubna 2017   | Sophia Antipolis, Francie | antuka      | Tristan Lamasine    | Uladzimir Ignatik Jozef Kovalík      | 6–2, 6–2              |
| 9.  | 23. dubna 2017  | Tchaj-pej, Tchaj-wan      | koberec (h) | Marco Chiudinelli   | Sančaj Ratiwatana Sončat Ratiwatana  | 4–6, 6–2, [10–5]      |
| 10. | 7. května 2017  | Ostrava, Česko            | antuka      | Džívan Nedunčežijan | Rameez Junaid Lukáš Rosol            | 6–3, 6–2              |

## Finále soutěží družstev: 1 (0–1)
| Stav      | Č. | Datum                  | Soutěž                            | Povrch    | Spoluhráči                          | Finalisté                                                          | Výsledek |
| --------- | -- | ---------------------- | --------------------------------- | --------- | ----------------------------------- | ------------------------------------------------------------------ | -------- |
| Finalista | 1. | 25.–27. listopadu 2016 | Davis Cup 2016 Záhřeb, Chorvatsko | tvrdý (h) | Marin Čilić Ivo Karlović Ivan Dodig | Juan Martín del Potro Federico Delbonis Leonardo Mayer Guido Pella | 2–3      |